# Teatr Buffo
Teatr Buffo – warszawski, prywatny teatr komedii i farsy, założony przez Fryderyka Jarosy'ego ze spółką. Pod kierownictwem artystycznym Janusza Warneckiego i współpracujący z Julianem Tuwimem działał na przełomie 1938 i 1939 w lokalu przy placu Trzech Krzyży (ul. Mokotowska 73), w którym wcześniej funkcjonował m.in. Kabaret Banda. Dyrektorem teatru był Alfred Schütz.

## Historia
Do zespołu teatru należeli m.in. Józef Węgrzyn, Michał Znicz, Henryk Borowski, Czesław Skonieczny, Rudolf Ratschka, Henryk Szletyński, Helena Gruszecka, Michalina Zamiłło, Irena Górska, Karin Tiche, Zofia Tymowska. Dekoracje projektowali: Jan Rybkowski i Władysław Daszewski.
W marcu 1939, na wniosek syndyka masy upadłościowej, wstrzymano przedstawienia, gdyż właściciele teatru wnieśli do sądu handlowego podanie o ogłoszenie upadłości spółki.

### Premiery
5 października 1938 teatr zainaugurował swoją działalność premierą Porwania Sabinek Franza i Paula Schönthanów.
4 lutego 1939 odbyła się premiera komedii Niech przyjdzie pierwszego Istvana Bekeffiego i Adriana Stella w reżyserii Janusza Warneckiego, z udziałem m.in. Ireny Górskiej i Michała Znicza.
4 kwietnia 1939, pomimo rozpoczętego postępowania upadłościowego, odbyła się premiera "wodewilu mieszczańskiego ze śpiewami i tańcami w ośmiu odsłonach" Ale się zabawił Johanna Nepomucena Nestroya w przeróbce Juliana Tuwima i reżyserii Janusza Warneckiego, z Ireną Górską, Heleną Gruszecką, Józefem Węgrzynem. Wodewil grany był zaledwie trzy tygodnie, po czym teatr zamknięto.